# Assemblea d'Unitat Popular
L'Assemblea d'Unitat Popular (AUP) fou un moviment independentista impulsat pel Moviment de Defensa de la Terra-IPC l'any 1993 que tenia el seu precedent en l'Assemblea Unitària per l'Autodeterminació que impulsava l'estratègia de la Unitat Popular que ja aprovà el Moviment de Defensa de la Terra-IPC. L'MDT-IPC es va unir amb dirigents i militants de La Crida en una reunió a Barcelona per impulsar el projecte i va acabar originant l'AUP.
La dissolució definitiva de Terra Lliure el 1995, va portar a assumir des dels entorns de l'MDT que l'AUP no tenia futur com a plataforma unitària, i es va aprovar el document Refundació Independentista pel Socialisme, que pretenia aplegar els sectors de l'Assemblea més afins ideològicament i obrir línies de treball i formes de col·laboració amb les forces que constituïen el que anomenàvem Esquerra Nacional ─ERC, IC, UPV i PSM─ que servís per afermar l'espai polític de l'EI com una força amb capacitat i perspectiva estratègica i que ajudés a sortir de la marginalitat mitjançant acords amb les organitzacions amb què manteníem alguns elements de coincidència o proximitat. El 1995 l'AUP es va apropar a ERC en impulsar conjuntament una Marxa per la independència, i això va provocar l'escissió d'un grup de militats que impulsarien posteriorment la Plataforma per la Unitat d'Acció (PUA).
Un any després, el 1996, la major part dels membres de l'AUP i una part considerable dels quadres polítics ─Jaume Soler, Josep M. Cervelló, Carme Porta, Eduard López, Jaume Fernàndez Calvet, Jaume Oliveras, Teresa Aragonès van ingressar a ERC i el grup va quedar dissolt definitivament.